# Tama Tonga
Alipate Aloisio Leone, meglio noto con il ring name Tama Tonga (Nukuʻalofa, 15 ottobre 1982), è un wrestler tongano naturalizzato statunitense, sotto contratto con la WWE.

## Biografia
Leone e suo fratello minore Taula furono adottati dalla zia materna e dal marito, il wrestler Haku. La famiglia ha poi vissuto a Poinciana, in Florida, dove è cresciuto insieme ai cugini/fratelli adottivi Tevita e Vika.
Dopo essersi diplomato alla Poinciana High School, si arruolò nella United States Air Force e rimase di stanza per sei anni alla base aeronautica di Whiteman, servendo come meccanico per i Northrop Grumman B-2 Spirit. Nel 2004, durante una telefonata con Tevita, i due decisero di intraprendere la carriera di wrestler, una volta terminati i loro impegni militari.

## Carriera

### WWE (2024–presente)

#### The Bloodline (2024–presente)
Dopo diversi rumor riguardo al suo approdo in WWE, Tonga esordì nell'episodio di SmackDown del 12 aprile successivo a WrestleMania XL, unendosì a Solo Sikoa nella "nuova" Bloodline attaccando ed estromettendo Jimmy Uso dal gruppo. I due iniziarono una faida con Randy Orton e Kevin Owens che culminò con un match a Backlash France vinto dai due cattivi grazie all'intervento di Tanga Loa, che si aggiunge così alla stable. A Money in the Bank si tenne un six-man tag team match tra Rhodes, Orton ed Owens contro Jacob Fatu, nuovo membro del gruppo, Tonga e Solo Sikoa, con la Bloodline che ne uscì come vincitrice.
Impegnato nella categoria di coppia prima insieme a Tanga Loa e poi con Jacob Fatu, nella puntata del 26 luglio i due vinsero un gauntlet match sconfiggendo gli Street Profits diventando gli nuovi sfidanti al WWE Tag Team Championship. Sette giorni più tardi a SmackDown, sconfissero i #DIY vincendo il WWE Tag Team Championship.
Nella puntata di SmackDown del 23 agosto 2024, per ordine di Solo Sikoa, Fatu lasciò la cintura a Tonga Loa. Tonga e Loa, difesero le cinture con successo con gli Street Profits e i #DIY, ma nella puntata di SmackDown del 25 ottobre perdono i titoli contro i Motor City Machine Guns formati da Chris Sabin e Alex Shelley.

## Personaggio

### Mosse finali
- Gun Stun (jumping cutter)[1]

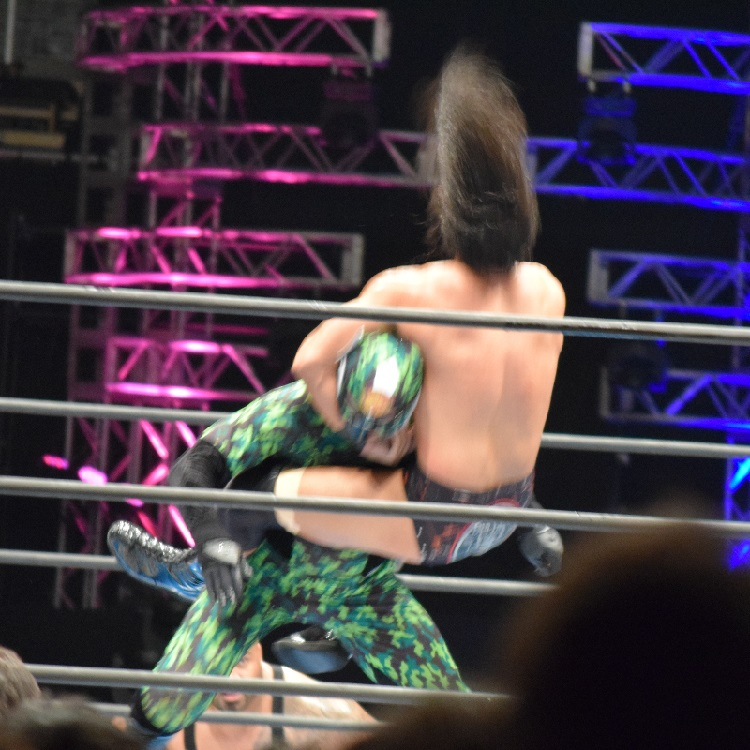
Tama Tonga esegue la Veleno

- Headshrinker / Veleno (jumping double underhook DDT)[1]
- Tonga Twist (twister)[1] – dal 2017

### Soprannomi
- "The Good Bad Guy"[1]

## Titoli e riconoscimenti
- Consejo Mundial de Lucha Libre

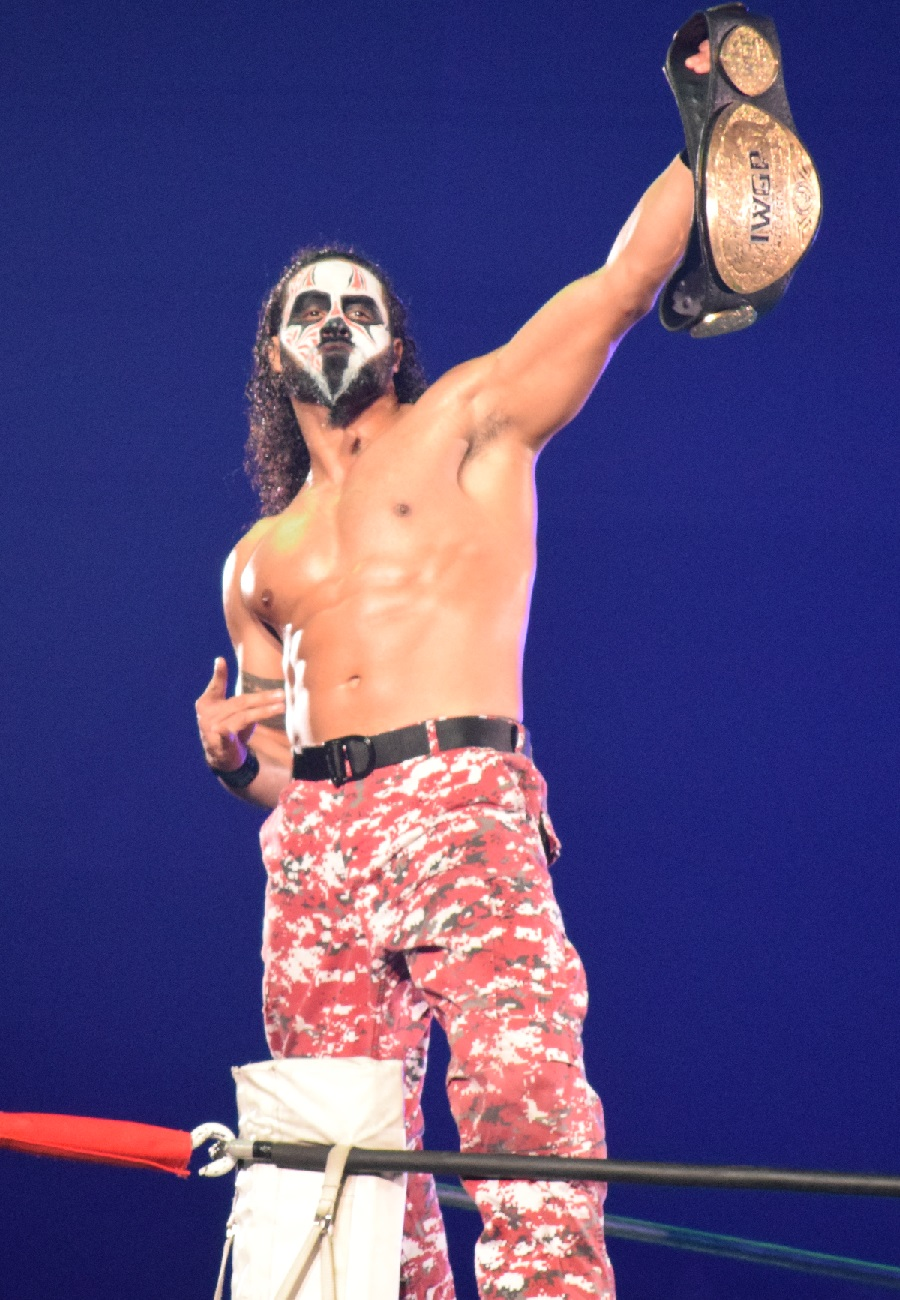
Tama Tonga con l'IWGP Tag Team Championship, titolo che ha detenuto sette volte con Tanga Loa

  - CMLL World Tag Team Championship (2) – con El Terrible (1)[16] e Rey Bucanero (1)[17]
- Jersey Championship Wrestling
  - JCW Championship (1)[18]
- New Japan Pro-Wrestling
  - IWGP Tag Team Championship (7) – con Tanga Loa[19]
  - NEVER Openweight Championship (4)[20]
  - NEVER Openweight 6-Man Tag Team Championship (4) – con Bad Luck Fale e Tanga Loa (2), Bad Luck Fale e Yujiro Takahashi (1), Taiji Ishimori e Tanga Loa (1)[21]
  - World Tag League (edizione 2020) – con Tanga Loa[22]
- Pro Wrestling Illustrated
  - 94º tra i 500 migliori wrestler singoli nella PWI 500 (2019)[23]
  - 6º tra i 50 migliori tag team nella PWI 500 (2020) - con Tanga Loa[24]
- Ring of Honor
  - ROH World Tag Team Championship (1) – con Tanga Loa[25]
- World Wrestling Council
  - WWC World Tag Team Championship (1) – con Idol Stevens[26]
- WWE
  - WWE Tag Team Championship (1) – con Jacob Fatu[27]
- World Xtreme Wrestling
  - WXW Television Championship (1)[28]
- WrestleCircus
  - WC Big Top Tag Team Championship (1) – con Tanga Loa[29]